# Drank Maakt Meer Kapot
Drank Maakt Meer Kapot is een Nederlandse experimentele televisiequiz uit 2007 op NOX gepresenteerd door Marien van der Kooij.
In dit televisieprogramma werd onderzocht wat alcohol met het geheugen en de geest van de mens doet. Na elke ronde kreeg een duo een hoger promillage alcohol in het bloed en het andere duo moest nuchter toezien. Dit moest duidelijk maken dat men nuchter vaak slimmer is dan onder invloed.
In deze televisiequiz werd op die manier duidelijk gemaakt wat alcohol kan aanrichten in het geheugen en de geest.